# Щепаньцова
Щепаньцова (пол. Szczepańcowa) — село в Польщі, у гміні Хоркувка Кросненського повіту Підкарпатського воєводства.
Населення — 1214 осіб (2011).
У 1975-1998 роках село належало до Кросненського воєводства.

## Демографія
Демографічна структура станом на 31 березня 2011 року:
|          | Загалом | Допрацездатний вік | Працездатний вік | Постпрацездатний вік |
| -------- | ------- | ------------------ | ---------------- | -------------------- |
| Чоловіки | 561     | 120                | 381              | 60                   |
| Жінки    | 653     | 143                | 379              | 131                  |
| Разом    | 1214    | 263                | 760              | 191                  |